# Sosígenes, o Peripatético
Sosígenes, o Peripatético foi um filósofo vivendo no fim do século II. Foi o tutor de Alexandre de Afrodísias e escreveu um trabalho Sobre Esferas em Rotação, da qual alguns extratos importantes foram preservados no comentário de Simplício acerca de De Caelo de Aristóteles.
Ele criticou tanto Aristóteles quanto Eudóxio, por suas teorias das esferas celestiais e epiciclos, que sentiu que eram inconsistentes com os postulados filosóficos de Aristóteles. Também indicou que os planetas variavam notoriamente no brilho e que eclipses do sol eram às vezes totais e outras vezes anulares sugerindo que as distâncias entre o sol, lua e terra não eram a mesmas nos diferentes eclipses.
Sosígenes é talvez chamado "o Peripatético" apenas por causa de sua ligação com Alexandre. Algumas evidências antigas podem ser tomadas para sugerir que ele era, de fato, um estoico. Como John Patrick Lynch escreveu:
Os outros dois professores de Alexandre podem na verdade ter sido os filósofos cujas fontes antigas chamavam de estoicos; em ambos os casos, Herminos/Sosígenes "o Estoico" foi distinguido de Herminos/Sosígenes "o Peripatético" apenas nos campos nos quais os dois últimos homens eram professores de Alexandre de Afrodísias.  

Mas não é improvável que Alexandre de Afrodísias estudasse com dois professores estoicos e que estes dois pares de contemporâneos homônimos fossem na verdade apenas dois filósofos estoicos.
Ele é frequentemente confundido com o astrônomo Sosígenes de Alexandria, que aconselhou Júlio César sobre a reforma do calendário romano.